# Hispano-Suiza V8
Les Hispano-Suiza V8 étaient une famille de moteurs aéronautiques à pistons refroidis par liquide, à 8 cylindres en V, conçu par le motoriste Hispano-Suiza au début de la Grande Guerre. Révolutionnaires à plus d'un titre, ils ont été produits à près de 50 000 exemplaires et ont assuré la suprématie de l'aviation alliée.

## Conception initiale
Au début des années 1910, la firme espagnole Hispano-Suiza avait établi une usine à Bois-Colombes en région parisienne, pour assurer la production et l'écoulement d'une partie de sa gamme de voitures de luxe. En août 1914, dès le début du conflit, cette usine fut réquisitionnée par l'État français et louée au motoriste aéronautique Gnome-Rhône. De son côté, l'armée de l'air espagnole, consciente du fait que la guerre la priverait de ses ressources en matériel, demanda à Hispano-Suiza de concevoir un moteur d'avion "national".
L'ingénieur Marc Birkigt se mit au travail en octobre 1914, et dessina un moteur très nouveau qui éclipsa rapidement les productions concurrentes. Ce projet portait le n° interne d'étude HS 31.
Son choix se porta sur un 8 cylindres en V à refroidissement par liquide. Cette disposition était déjà pratiquée dans l'aéronautique, mais avec des cylindres séparés ne concourant pas à la rigidité d'ensemble, pourvus de chemises d'eau en tôle rapportée et soudée, qui posaient de nombreux problèmes de fabrication et d'étanchéité. Birkigt, s'inspirant de sa toute dernière création automobile, le projet moteur HS 30 destiné au Sedan T-16 eut l'idée de dessiner ses bancs de cylindres sous la forme d'un bloc unique d'aluminium, intégrant les culasses et des passages d'eau, et dans lequel seraient fixés les cylindres. Ceux-ci seraient des cylindres borgnes, fermés à leur extrémité supérieure qui serait usinée pour constituer les sièges de soupapes. Les chemises d'aluminium ne descendaient pas jusqu'en bas des cylindres, qui étaient simplement refroidis par l'air ambiant dans leur partie inférieure.
Du fait de la grande rigidité obtenue par cette architecture, le carter principal sur lequel venaient se boulonner les cylindres était réalisé en alliage léger, ce qui permettait un gain de poids substantiel. De même, la distribution était grandement simplifiée, les soupapes parallèles en tête étant directement attaquées par un arbre à cames unique placé au-dessus et entraîné par pignons coniques
L'embiellage était classique, mais portait bien la marque de Birkigt avec ses bielles tubulaires et ses coussinets à double face.
Les premiers essais montrèrent que l'idée de départ d'assembler à la presse les cylindres dans les blocs ne permettait pas une bonne transmission calorique, ce qui fut contourné par un assemblage vissé (filetage des cylindres et du bloc). De même, la fonderie par gravité des pièces en alliage léger leur conservait une certaine porosité, nuisant à l'étanchéité nécessaire au circuit de refroidissement. La solution fut d'émailler intérieurement et extérieurement les blocs. Le moteur y gagnait au passage une superbe finition,.

## Première apparition

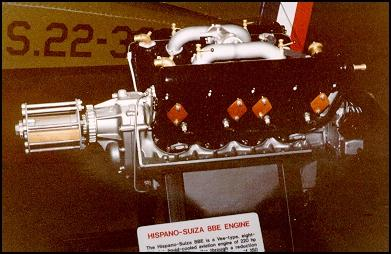
Hispano-Suiza 8Be

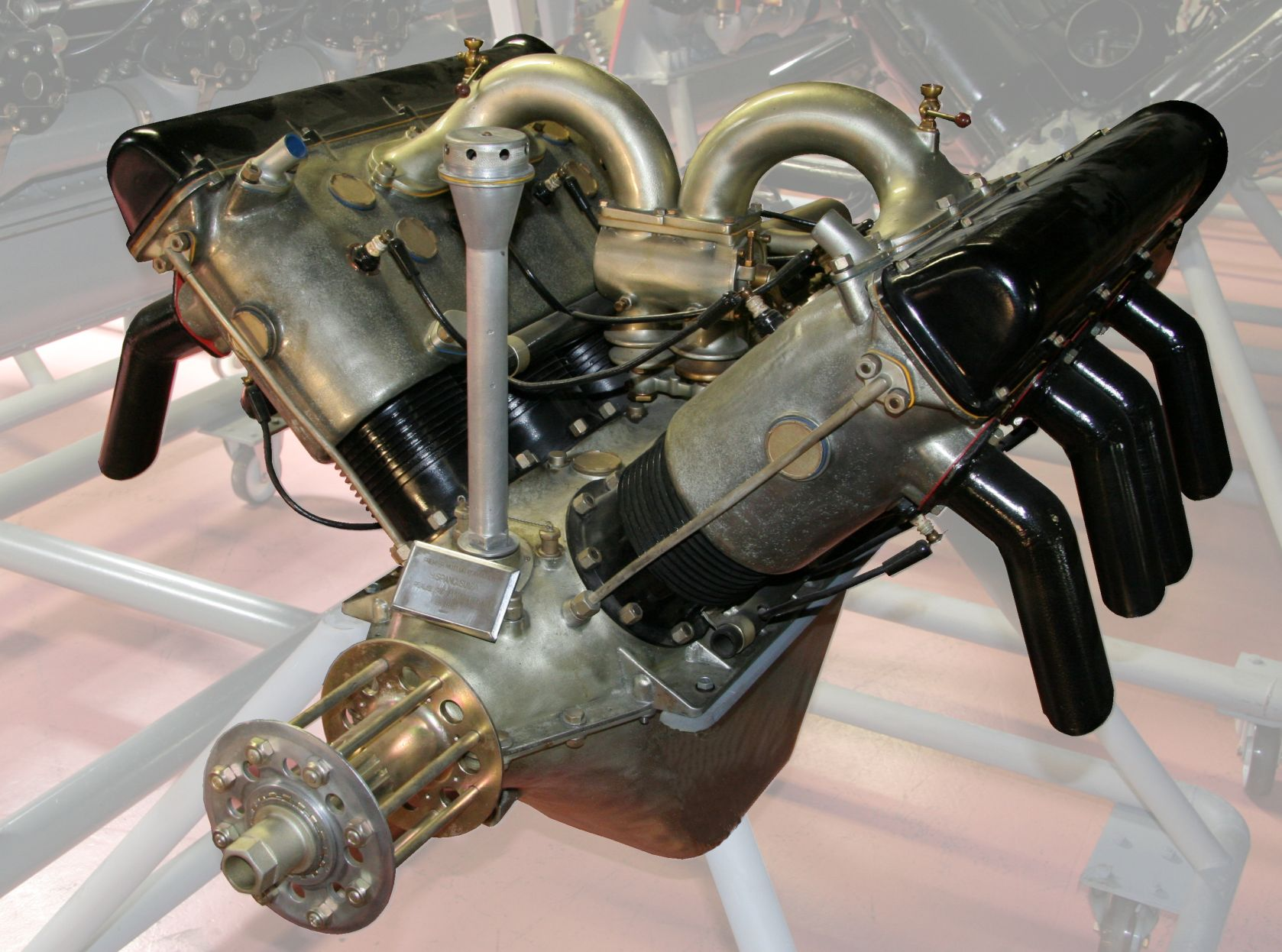
Le premier Hispano-Suiza Type 34 envoyé à Paris (Musée de l'Air et de l'Espace)

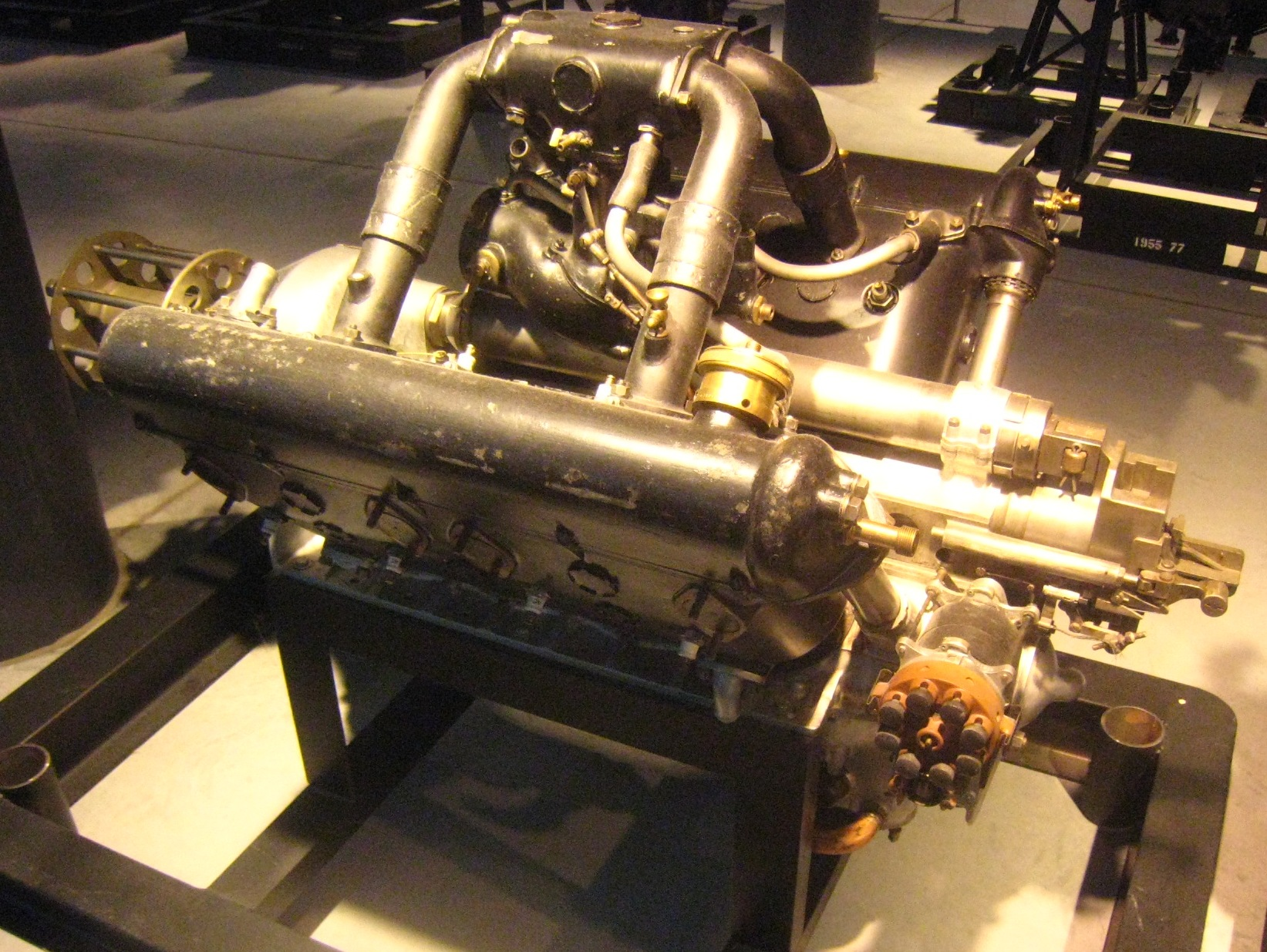
Hispano Suiza 8Ca

Après des tests partiels, le moteur complet tourna au banc d'essai, dans l'usine Hispano-Suiza de Barcelone, le 23 mars 1915, délivrant 150 ch à 1 500 tr/min. Sa conception avait demandé 5 mois. Des essais prolongés, menés par l'ingénieur des essais en chef Charles Catherine, permirent la mise au point définitive en contrepartie de quelques modifications (emplacement du reniflard, pistons et segments, paliers de vilebrequin, réchauffage du carburateur…)  .
Entre-temps, la nouvelle du développement heureux de ce moteur prometteur était parvenue jusqu'en France, où Hispano-Suiza et Marc Birkigt conservaient des contacts aux plus hauts niveaux. Une commission ministérielle, présidée par le Capitaine Martinot-Lagarde, vint inspecter officieusement le moteur à Barcelone le 18 juin 1915. Impressionnée, elle demanda que le moteur soit envoyé en France pour un test officiel de 10 h - un test que certains moteurs français n'avaient pas réussi. Le V-8 Hispano passa cette épreuve à Bois-Colombes le 21 juillet 1915, et se comporta si bien que le directeur Louis Massuger le prolongea de 5 h, toujours sans le moindre ennui. De nouveaux tests officiels eurent lieu début août à Chalais-Meudon, et se conclurent par la commande de 50 moteurs… Cette commande souleva le tollé des motoristes français, qui purent convaincre certains parlementaires qu'un moteur qui comportait autant d'alliage léger ne pouvait avoir d'intérêt militaire. Mais le Sous-Secrétaire d'État à la guerre René Besnard tint bon, et proposa simplement de s'en remettre aux résultats d'un nouveau test beaucoup plus dur, d'une durée de 50 h.
Et en décembre 1915, le V-8 Hispano remportait un éclatant succès en passant haut la main ce nouveau test officiel des 50 h, où échouèrent tous ses concurrents (Gnome, Delaunay, Renault, etc.). Les deux moteurs présentés avaient été produits pour l'un à Barcelone, pour l'autre à Bois-Colombes, où Hispano-Suiza avait récupéré l'usage de ses usines et ramené d'Espagne les outillages, moules et gabarits nécessaires à la production du moteur. En suite de diverses modifications, celui-ci avait été partiellement redessiné et portait le n° interne HS-34.

## Description
Avec ses 8 cylindres d'alésage / course de 120 × 130 mm, le V-8 Hispano-Suiza présentait une cylindrée de 11,77 litres, à rapprocher des 12,8 litres de son contemporain le Gnome Monosoupape B2, qui ne dépassait pas 115 ch mais ne pesait que 137 kg.
Les deux bancs de cylindres calés à 90°, étaient formés de blocs d'aluminium intégrant culasses et passages d'eau, dans lesquels se vissaient les cylindres en acier, borgnes (fermés en partie supérieure). Des douilles rapportées permettaient le vissage des bougies à travers le bloc et ses cylindres. La partie basse des cylindres restait apparente et était refroidie par l'air ambiant.
Les soupapes en tête étaient toutes parallèles entre elles, et surmontées par un arbre à cames unique pour chaque banc, qui les attaquait directement via un plateau cranté et vissé pour le réglage des jeux. Les arbres à cames étaient entraînés par deux arbres, via des pignons coniques. Les cames avaient un profil spécial, destiné à éviter l'affolement des soupapes. Toute la distribution était sous carters rigoureusement étanches.
L'alimentation du moteur se faisait par l'intérieur du V, avec deux tubulures par banc de cylindres intéressant chacune les admissions de 2 cylindres voisins. L'échappement se faisait par l'extérieur, la disposition particulière de l'admission entraînant une disposition caractéristique des pipes (1 2 1), qui resta longtemps la signature du moteur et de sa descendance, même capots fermés.
Les organes essentiels à la sécurité - allumage, ressorts de soupapes - étaient doublés.
Les bancs de cylindres se fixaient sur un carter central en métal léger en deux parties, avec un plan de joint horizontal au niveau du vilebrequin ; celui-ci, forgé en acier semi-dur au chrome, comportait 4 manetons sur lesquels s'articulaient deux à deux les bielles des bancs opposés, via un système dit « à fourche » assurant aux 2 bielles tubulaires de travailler dans le même plan. Le vilebrequin, très allégé, ne comportait aucune masse d'équilibrage. Il tournait sur cinq paliers, dont quatre lisses et un à billes à l'arrière.
Les pistons en alliage léger forgé étaient à fond plat, avec sous-face rainurée pour la robustesse et le refroidissement. Ils portaient 4 ou 5 segments suivant les versions.
La lubrification se faisait sous pression de 3,5 à 5 kg/cm2, au moyen d'une pompe à palettes et d'une rampe refoulant l'huile aux paliers de vilebrequin et aux manetons. Sur chaque banc de cylindres, une tuyauterie cuivre amenait l'huile sous pression à la distribution, avec retour au carter par les fourreaux habillant l'arbre d'entraînement. Conformément à la technique automobile, le carter inférieur formait réservoir d'huile dans les premiers modèles ; par la suite, un système à carter sec fut installé.
On voit par toutes ces caractéristiques combien la conception du moteur était en avance sur son temps, et quels progrès il apporta par rapport aux productions concurrentes.

## Développement[2]

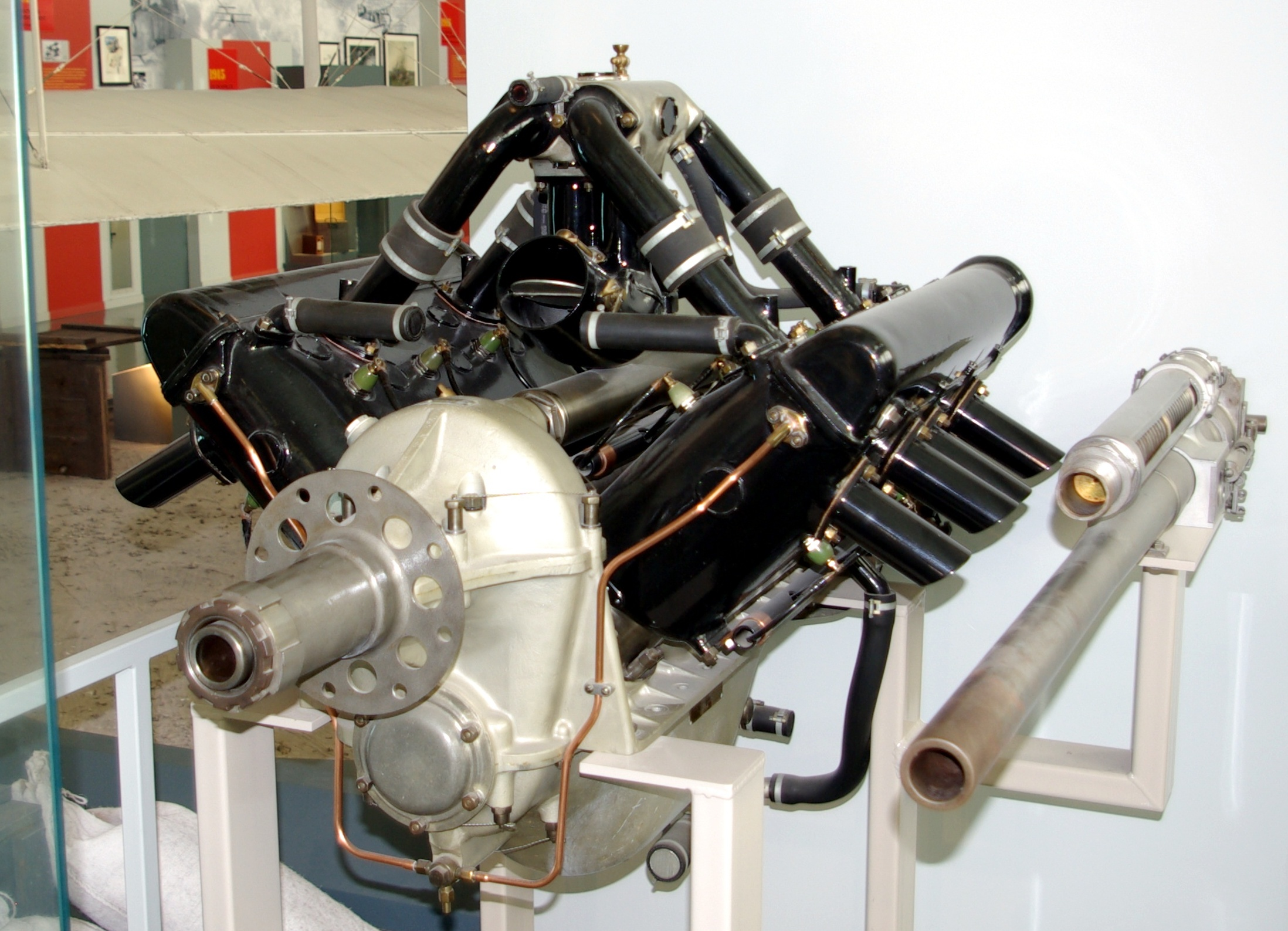
Hispano-Suiza 8C, 200 ch - moteur-canon à réducteur

Le moteur homologué fin 1915 et commandé en série fut baptisé Hispano-Suiza 8Aa ; avec un taux de compression de 4,7 : 1 et un carburateur Zénith 48DC, il donnait 150 ch à 1 450 tr/min. Les services officiels sollicitèrent immédiatement les avionneurs pour concevoir autour de ce moteur de nouvelles cellules tirant pleinement parti de ses performances ; c'est ainsi que naquit le SPAD VII qui surclassait nettement les appareils allemands à sa sortie.
Un an plus tard, Birkigt présentait un premier développement, le 8Ab équipé d'un carburateur Zénith 56DC et avec un taux de compression porté à 5,3 : 1. La puissance passait à 180 ch à 1 540 tr/min. Le 8Ab remplaça le 8Aa sur les SPAD VII à partir de 1917. Toutefois, ce modèle souffrait de problèmes de fiabilité liés à son taux de compression, aussi Birkigt préféra en poursuivre le développement en dessinant un nouveau moteur (HS 35) tournant à plus haut régime mais revenant au taux de compression antérieur de 4,7 : 1. Cette nouvelle gamme appelée Hispano-Suiza 8Ba donnait 200 ch à 2 000 tr/min, mais ne fut pas un succès en raison du réducteur qui l'équipait, et qui se révéla extrêmement fragile, entraînant parfois la perte pure et simple de l'hélice. Le système présentait toutefois l'avantage de permettre le tir à travers l'arbre d'hélice, faisant du 8Ba un "moteur canon". Une version renforcée du 8Ba, présentant les mêmes performances, fut construite sous le nom d'Hispano-Suiza 8C (HS 44).
Une ultime version du 8B, l'Hispano-Suiza 8Bc (HS 35bis), reprenait la compression à 5,3 : 1 et équipa les derniers SPAD VII, les SPAD XIII et le SEA 5. Il donnait 220 ch à 2 000 tr/min.
Enfin, Hispano-Suiza réalisa en 1917 un moteur sérieusement agrandi, le 8F (HS 42). Avec ses cotes portées à 140 × 150 mm d'alésage/course, la cylindrée passait à 18 litres, soit près de 50 % de plus que les précédents. La puissance en faisait autant, passant à 320 ch à 1 800 tr/min.

## Production
Le nouveau moteur Hispano-Suiza apportait de tels progrès en matière de puissance et de fiabilité, que la demande en devint immédiatement très importante. Pour la satisfaire, le motoriste s’appuya en France sur quantité de sous-traitants, jusqu'à ce qu'en 1917 l’État lui achète directement la licence pour la distribuer à de nombreux industriels (dont certains venus de la construction automobile), tels que Brasier, Peugeot, SCAP, Ariès, Chenard et Walcker, Mayen, Five, Laflaive, Delaunay-Belleville et enfin Salmson. Gnome-Rhône avait acheté la licence du V8 mais ne le produisit pas !
À l'étranger, le moteur fut construit en Italie par SCAT, en Angleterre par Wolseley, aux États-Unis par Wright, en Espagne pat Hispano-Suiza et au Japon par Mitsubishi.
À l'armistice, la production totale des moteurs Hispano-Suiza V-8 pour les Alliés atteignait le total faramineux de 49 893 unités, dont 35 189 fabriqués en France, 8 976 aux États-Unis, 3 050 en Grande-Bretagne, 2 566 en Italie et 112 en Espagne .

## Postérité
Preuve de leur qualité, le 8Aa resta en production chez Hispano-Suiza jusqu'en 1928, le 8Ab jusqu'en 1930 et les 8Ad et 8Fe ne furent arrêtés qu'en 1933. Toutefois, aux lendemains de la guerre, Birkigt commença à faire évoluer ces moteurs, et en extrapola des 12 cylindres en W, puis des 12 cylindres en V qui battirent de nombreux records et dont la puissance atteignait, voire dépassait, les 1 000 ch pour les ultimes versions du 12Y.
À l'étranger, le concept des blocs-cylindres en alliage léger, formant un ensemble monobloc et dont l'idée était due à Birkigt, était universellement adopté 20 ans après les premiers coups de crayon du génial ingénieur suisse.

## Applications
- Austin-Ball A.F.B.1
- Avia BH-21
- Avia BH-22
- Bartel BM-5
- Bernard SIMB AB 10
- Blanchard Brd.1 (en)
- Caudron C.59
- Caudron R.11
- Fokker D.X (en)
- Fokker S.III (en)
- Gourdou-Leseurre GL.21 (en)
- Martinsyde F.4 Buzzard
- Nieuport 29 (8Fb)
- S.E.5
- Sopwith Dolphin (8B)
- Sopwith Cuckoo
- SPAD S.VII (8a)
- SPAD S.XI (8Be)
- SPAD S.XII (8Cb), moteur-canon avec canon de 37 mm dans l'axe creux de l'hélice
- SPAD S.XIII (8Be)
- Waco DSO (8a)

## Caractéristiques
Caractéristiques générales
8A et 8B
- Type : moteur à pistons refroidi par liquide, à 8 cylindres en V disposés à 90°.
- Alésage : 120 mm
- Course : 130 mm
- Taux de compression : 4,7 ou 5,3 à 1
- Cylindrée : 11 770 cm3
- Longueur : 1,55 m
- Hauteur : 1,02 m
- Masse à sec : 159 à 198 kg

Composants
- Système de distribution : une soupape d'admission et une soupape d'échappement par cylindre, arbre à cames en tête.
- Compresseur : néant
- Système d'alimentation : carburateur Claudel ou Zénith
- Carburant : essence
- Système de refroidissement : par liquide
- Lubrification : carter sec ou humide suivant versions, graissage sous pression via pompe à palettes de pression - une pompe de refoulement si carter sec.

Performances
- Puissance développée [1] :
  - 145 ch, à 1 500 tr/min (8Aa)
  - 180 ch, à 1 540 tr/min (8Ab)
  - 200 ch, à 2 000 tr/min (8Ba)
  - 220 ch, à 2 000 tr/min (8Bc)